# Hermann Gretener
Hermann Gretener   (Bertschikon bei Attikon, 8 de setembre de 1942 - 27 de març de 2022) és un ciclista suís, professional entre 1964 i 1978. Especialista en ciclocròs, en el seu palmarès destaquen sis campionats nacionals de l'especialitat i quatre medalles als Campionats del món de ciclocròs, dues de plata, el 1966 i Luxemburg 1968 i dues de bronze, el 1967 i 1972.

## Palmarès
- 1966
  -  Campionat de Suïssa de ciclocròs
- 1969
  -  Campionat de Suïssa de ciclocròs
- 1971
  -  Campionat de Suïssa de ciclocròs
- 1972
  -  Campionat de Suïssa de ciclocròs
- 1973
  -  Campionat de Suïssa de ciclocròs
- 1975
  -  Campionat de Suïssa de ciclocròs